# Anii 430 î.Hr.
Secole: Secolul al VI-lea î.Hr. - Secolul al V-lea î.Hr. - Secolul al IV-lea î.Hr.
Decenii: Anii 480 î.Hr. Anii 470 î.Hr. Anii 460 î.Hr. Anii 450 î.Hr. Anii 440 î.Hr. - Anii 430 î.Hr. - Anii 420 î.Hr. Anii 410 î.Hr. Anii 400 î.Hr. Anii 390 î.Hr. Anii 380 î.Hr.
Anii: 439 î.Hr. | 438 î.Hr. | 437 î.Hr. | 436 î.Hr. | 435 î.Hr. | 434 î.Hr. | 433 î.Hr. | 432 î.Hr. | 431 î.Hr. | 430 î.Hr.
Evenimente